# Scaphirhynchus platorynchus
Scaphirhynchus platorynchus is een straalvinnige vissensoort uit de familie van de steuren (Acipenseridae). De wetenschappelijke naam van de soort werd voor het eerst geldig gepubliceerd in 1820 door Constantine Samuel Rafinesque.